# Fontainebleau
Fontainebleau [fõtɛnˈblo] ⓘ (früher volksetymologisch Fontaine belle eau, eigentlich von fontaine und blitwald, von dem germanischen Personnamen Blit) ist eine französische Stadt mit 15.787 Einwohnern (Stand 1. Januar 2022) im Département Seine-et-Marne in der Region Île-de-France. Sie liegt 55 Kilometer südlich von Paris und ist Hauptort des Arrondissements Fontainebleau.

## Geschichte
Die Landschaftsbezeichnung „Gâtinais français“ wurde für die historischen Provinzen Frankreichs für die Region um Fontainebleau verwendet. Im Juli 1313 fand dort die Heirat zwischen Johanna von Burgund und Philipp von Valois statt, der später als Philipp VI. König von Frankreich wurde.
Mit dem Edikt von Fontainebleau widerrief König Ludwig XIV. 1685 auf Schloss Fontainebleau das Edikt von Nantes von 1598, welches den protestantischen Hugenotten religiöse Freiheiten gewährt hatte.
Am 18. Oktober 1752 fand die Uraufführung der Oper Le devin du village von Jean-Jacques Rousseau statt. 1753 entstand Daphnis et Eglé, ein heroisches Werk von Rameau. Am 23. Oktober 1754 wurde die Oper Anacréon von Jean-Philippe Rameau uraufgeführt. Die Kolonie New Orleans ging 1762 im Rahmen des geheimen Abkommens von Fontainebleau an Spanien, was im Pariser Frieden 1763 bestätigt wurde. Von 1812 bis 1814 hielt Napoleon I. Papst Pius VII. in Fontainebleau gefangen.

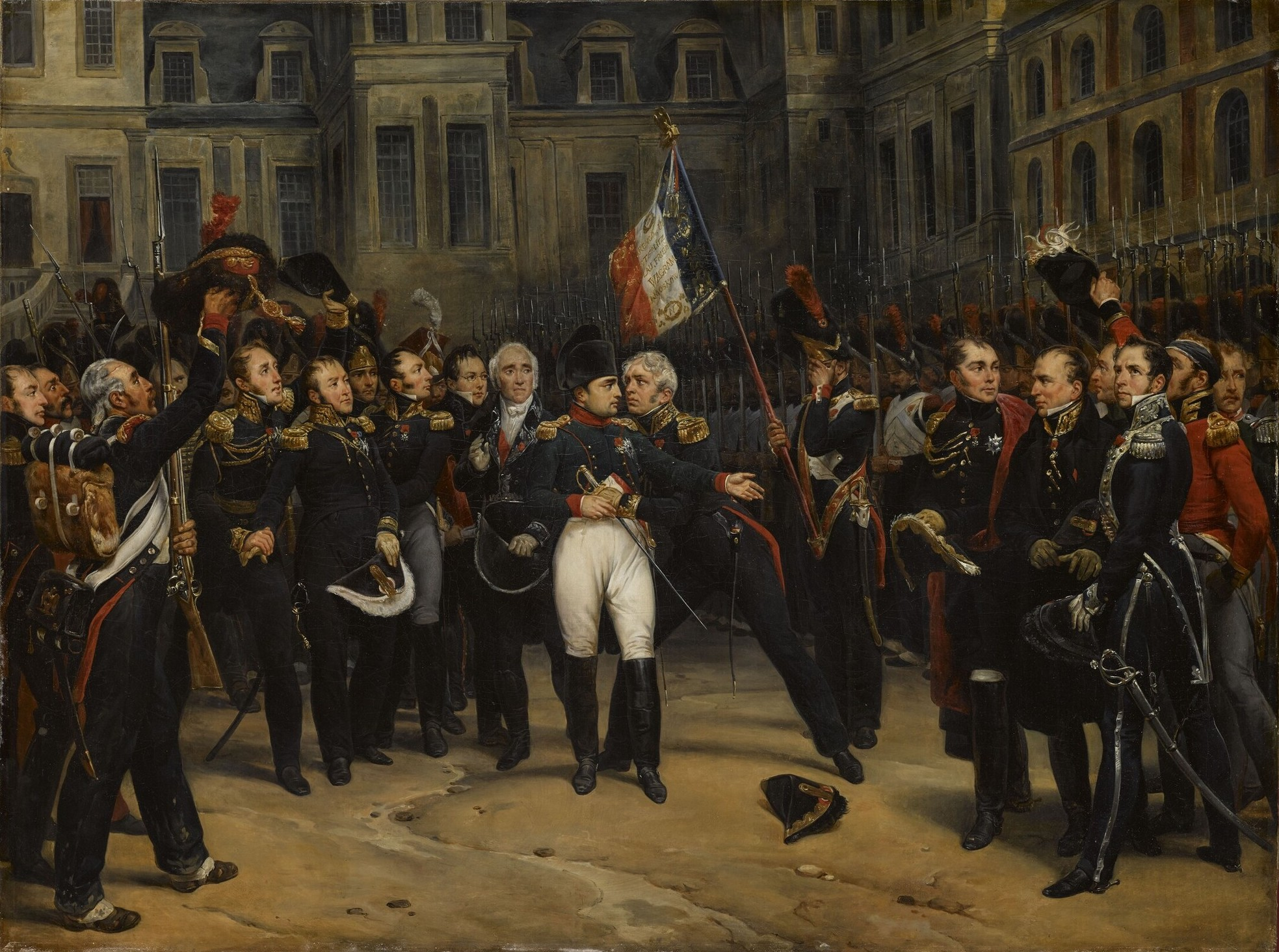
Napoleons Abschied von der kaiserlichen Garde in Fontainebleau (1814)

Am 27. Oktober 1807 musste Spanien im Vertrag von Fontainebleau der französischen Armee Durchmarschrechte nach Portugal zugestehen. Anlass war die Weigerung des portugiesischen Königs Johann VI., nach Napoleons Niederlage in der Seeschlacht von Trafalgar England anzugreifen. Portugal wurde in der Folge besetzt und das Haus Braganza abgesetzt.
1810 wurde das Napoleonische Dekret von Fontainebleau als eines der Folgedokumente des Berliner Dekrets  erlassen. Der neue Vertrag von Fontainebleau wurde 1814 geschlossen. Napoleon dankte ab und mit der Zweiten Restauration kehrten die Bourbonen auf den Thron zurück.
Im Jahr 1948 wurde hier im Umfeld einer internationalen Konferenz die Naturschutzorganisation IUCN gegründet.
Vom August 1953 bis April 1967 war Fontainebleau Sitz des NATO-Hauptquartiers Allied Forces Central Europe (AFCENT). In der Nähe der Stadt, auf dem Camp Guynemer, war das Hauptquartier der Allied Air Forces Central Europe (AAFCE). Nach dem Rückzug Frankreichs aus der militärischen Integration der NATO im Jahre 1966 wurde AFCENT nach Brunssum in den Niederlanden verlegt, das AAFCE bis 1974 aufgelöst.
1984 fand in Fontainebleau ein Treffen des Europäischen Rates statt, dessen Entscheidungen die Eurosklerose beendeten. Der Britenrabatt beendete den jahrelang schwelenden Finanzstreit innerhalb der Europäischen Gemeinschaft; zwei durch den Gipfel ins Leben gerufene Ausschüsse (Ad-hoc-Ausschuss für institutionelle Fragen, auch Dooge-Ausschuss genannt, sowie der Ausschuss für das „Europa der Bürger“, auch Adonnino-Ausschuss genannt) führten schließlich zur Verabschiedung der Einheitlichen Europäischen Akte, der ersten Änderung der Römischen Verträge. Das Treffen gilt damit als ein Meilenstein der Europäischen Integration.

## Partnerstädte
- Konstanz in Deutschland seit dem 28. Mai 1960: Ein Schiff der Autofähre Konstanz–Meersburg trägt deswegen den Namen MF Fontainebleau.
- London Borough of Richmond upon Thames im Vereinigten Königreich seit 1977 – ist auch Partnerstadt von Konstanz
- Siem Reap in Kambodscha seit dem 11. Juni 2000: In der Nähe der Stadt liegt die Tempelanlage Angkor Wat.
- Lodi in Italien seit 2011 – ist auch Partnerstadt von Konstanz
- Sintra in Portugal seit dem 8. März 2016

Zudem ist Fontainebleau Mitglied des Bundes der europäischen Napoleonstädte.

## Verkehrsverbindungen
Der Ort hatte von 1896 bis 1953 eine Straßenbahn. Diese war im Zeitraum vom 15. Juli 1901 bis 1953 als Oberleitungssystem ausgeführt.
Fontainebleau liegt an der Bahnstrecke Paris–Marseille und unterhält mit seiner Nachbarstadt den gemeinsamen Bahnhof Fontainebleau-Avon. Die Reisezeit nach Paris beträgt ca. 40 Minuten.
Der im ausgedehnten Waldgebiet von Fontainebleau gelegene Bahnhof Fontainebleau-Forêt wird für Wanderer am Wochenende und feiertags in Fahrtrichtung Süden von einzelnen Zügen des Transiliens R bedient.

## Sehenswürdigkeiten
Siehe auch: Liste der Monuments historiques in Fontainebleau
- Schloss Fontainebleau, erbaut im 16. Jahrhundert, Königsresidenz seit Franz I. mit bedeutender Renaissance-Ausstattung (Schule von Fontainebleau); Ort der ersten Abdankung von Napoléon Bonaparte
- Notre-Dame-de-Barbeau (Kloster Barbeau), Gründung durch und Bestattungsort von Ludwig VII.
- Wald von Fontainebleau, Inspirationsquelle für die von Théodore Rousseau begründete Malerei-Gattung des Paysage intime (siehe auch Künstlerverbund Schule von Barbizon vor Ort); Künstlerkolonie Grez-sur-Loing (Nachbarort, z. B. Frederick Delius); für einzelne Werke von Paul Cézanne wird die Entstehung hier vermutet; Verdi (evtl. Schiller) platzierte den ersten Akt der Oper Don Carlos (Verdi) an diesen Ort, möglicherweise als Anspielung auf Philipp VI. (von Valois) und Johanna aus Burgund sowie Sohn Johann II. mit Ehefrau Jutta von Luxemburg; die Sandstein-Blöcke im Wald von Fontainebleau gehören zu den bekanntesten und ältesten Bouldergebieten Europas

## Persönlichkeiten
- Anne-Marie Barat (1948–1990), Organistin
- Elisabeth von Valois (1545–1568), Tochter Heinrich II. von Frankreich und Caterina de’ Medici
- Franz II. (1544–1560), König von Frankreich
- Jean-Baptiste Gaston, Herzog von Orléans (1608–1660), Herzog mehrerer Gebiete
- Johanna von Burgund (um 1293–1348 oder 1349), Tochter des Robert II., Herzog von Burgund
- Ludwig von Frankreich, Le Grand Dauphin (1661–1711)

### Geborene und Verstorbene (chronologisch)
- Philipp IV. (* 1268; † 29. November 1314), König von Frankreich
- Franz II. (* 19. Januar 1544), König von Frankreich
- Heinrich III. (* 19. September 1551), König von Frankreich
- Nicolò dell’Abbate († 1571), italienischer Maler
- Ludwig XIII. (* 27. September 1601), König von Frankreich
- Élisabeth de Bourbon (* 22. November 1602), Prinzessin von Frankreich, spätere Königin Isabella von Spanien
- Jean-Baptiste Gaston, Herzog von Orléans (* 25. April 1608), Herzog verschiedener Gebiete
- Giovanni Monaldeschi († 10. November 1657), Markgraf, Bediensteter der schwedischen Königin Christina
- Ludwig von Frankreich, Le Grand Dauphin (* 1. November 1661), Prinz und Thronfolger
- Florent Carton de Dancourt, (* 1. November 1661), Dramatiker
- Ludwig II. von Bourbon, Prinz von Condé († 11. Dezember 1686), Feldherr und Angehöriger des Königshauses
- Louis-François de Boufflers († 22. August 1711), Feldmarschall
- Louis-Auguste Marchand (* 7. Juli 1774), General der Infanterie
- Mathurin Pitri (* vor 1780), Zisterzienseroblate, Märtyrer
- Eugène Bléry (* 3. März 1805), Malerradierer
- Nicolas Esquillan (* 27. August 1902), Bauingenieur
- Katherine Mansfield († 9. Januar 1923), neuseeländisch-britische Schriftstellerin
- Jean Bouffartigue (* 16. Juli 1939), Gräzist
- Gilbert Leroux (* 4. April 1941), Jazzmusiker
- Alain Pasquier (* 1. August 1942), Klassischer Archäologe
- Patrick Devedjian (1944–2020), Politiker und Rechtsanwalt
- Roger Bour (* 9. Juli 1947), Biologe, Herpetologe
- François Jacolin (* 25. April 1950), römisch-katholischer Geistlicher, Bischof von Luçon
- Philippe Boyer (* 29. März 1959), Radrennfahrer
- Antoine Richard (* 8. September 1960), Leichtathlet
- Thierry Rozier (* 31. Juli 1964), Springreiter
- Nathalie Becquart (* 1969), Ordensschwester und Kurienbeamtin
- Cyril Despres (* 24. Januar 1974), Enduro-Rennfahrer
- Cyrille Aimée (* 10. August 1984), Jazzsängerin
- Florian Carvalho (* 9. März 1989), Leichtathlet
- Kévin Anstett (* 1991), Basketballspieler und -trainer
- Thibault Colard (* 1992), Leichtgewichts-Ruderer
- Nathan Bitumazala (* 2002), französisch-kongolesischer Fußballspieler
- Valentin Foubert (* 2002), Skispringer
- Léo Bisiaux (* 2005), Radrennfahrer

### Zeitweilige Einwohner
- Antoine Caron (1521–1599), Maler, Aufenthalt um 1540, späterer Hofmaler für Katharina von Medici
- Louise de La Vallière (1644–1710), Mätresse und Mutter, wohnte im Schloss
- Helena Petrovna Blavatsky (1831–1891), deutsch-russische, später US-amerikanische Schriftstellerin
- Sophus Lie (1842–1899), norwegischer Mathematiker, Erforscher der Lie-Gruppen, war 1870/71 am Ort inhaftiert, da er irrtümlich für einen Spion gehalten wurde
- Jane Graverol (1905–1984), Malerin des Surrealismus
- Patricia Highsmith (1921–1995), Schriftstellerin, wohnte zeitweilig in der Region
- Louis Malle, Regisseur, verbrachte 1944 eine Zeit im Internat „Petit Collège“ in Avon. Dort ereignete sich während der deutschen Besetzung der tödliche „Verrat“, der später zum Leitmotiv in Auf Wiedersehen, Kinder wurde.

## Sonstiges
- Bouldergebiet Fontainebleau
- INSEAD (Institut Européen d’Administration des Affaires)
- École d’application de l’artillerie et du génie, Militärschule
- Amerikanische Konservatorium, Sommerakademie für Kunst und Architektur im Schloss
- Etappenstart und Ziel der Tour de France 1967
- Racing Club du Pays de Fontainebleau, ein zwischen Mitte der 1950er und der 1980er Jahre unter anderem Namen erfolgreicher Fußballverein
- eine Außenstelle der Bundeswehrverwaltungsstelle Frankreich[4]
- Lycée François 1er